# Ашанти (область)
Аша́нти (англ. Ashanti) — одна из 16 областей республики Гана.
Ашанти является третьей по величине из 10 областей, занимая площадь 24 389 км². Административный центр — город Кумаси. Это самая населённая область (4 780 380 человек на 2010 год), что составляет 19,8 % от общей численности населения Ганы.

## География

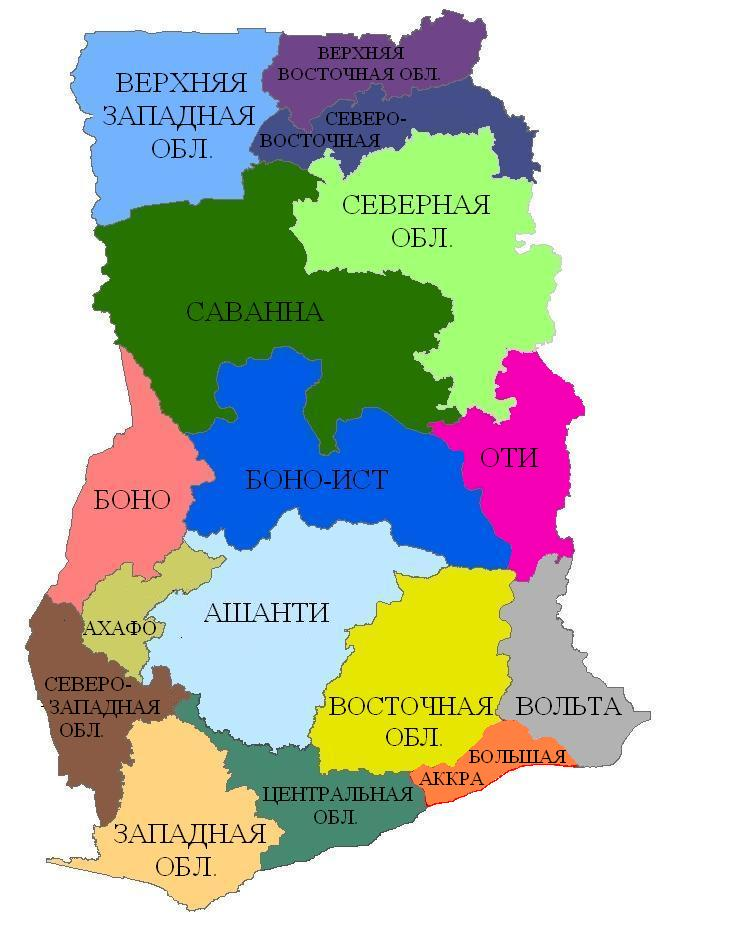
Административное деление Ганы

Область Ашанти, как и государство Ашанти, расположена в средней полосе Ганы. Область имеет границы с 6 из 16 областей Ганы, с областью Боно-Ист на севере, Восточной областью на востоке, Центральной областью на юге и Вестерн-Норт, Ахафо и Боно на западе.
Область делится на 27 районов.

## История
После обретения независимости Ганы от Великобритании 6 марта 1957 года, часть бывшей британской колонии Золотой Берег стала областью. В 1959 году из области Ашанти выделена область Бронг-Ахафо.
27 декабря 2018 года был проведён референдум, по результатам которого область Бронг-Ахафо разделена на области Боно, Боно-Ист и Ахафо, из Северной области выделены области Норт-Ист и Саванна, из области Вольта — Оти, из Западной области — Вестерн-Норт. Создание новых областей стало выполнением предвыборного обещания Новой патриотической партии перед всеобщими выборами в Гане 7 декабря 2016 года, на которых партия одержала победу. Лидер партии Нана Акуфо-Аддо стал президентом по результатам этих выборов. Новый президент создал министерство реорганизации и развития областей.

## Административное деление

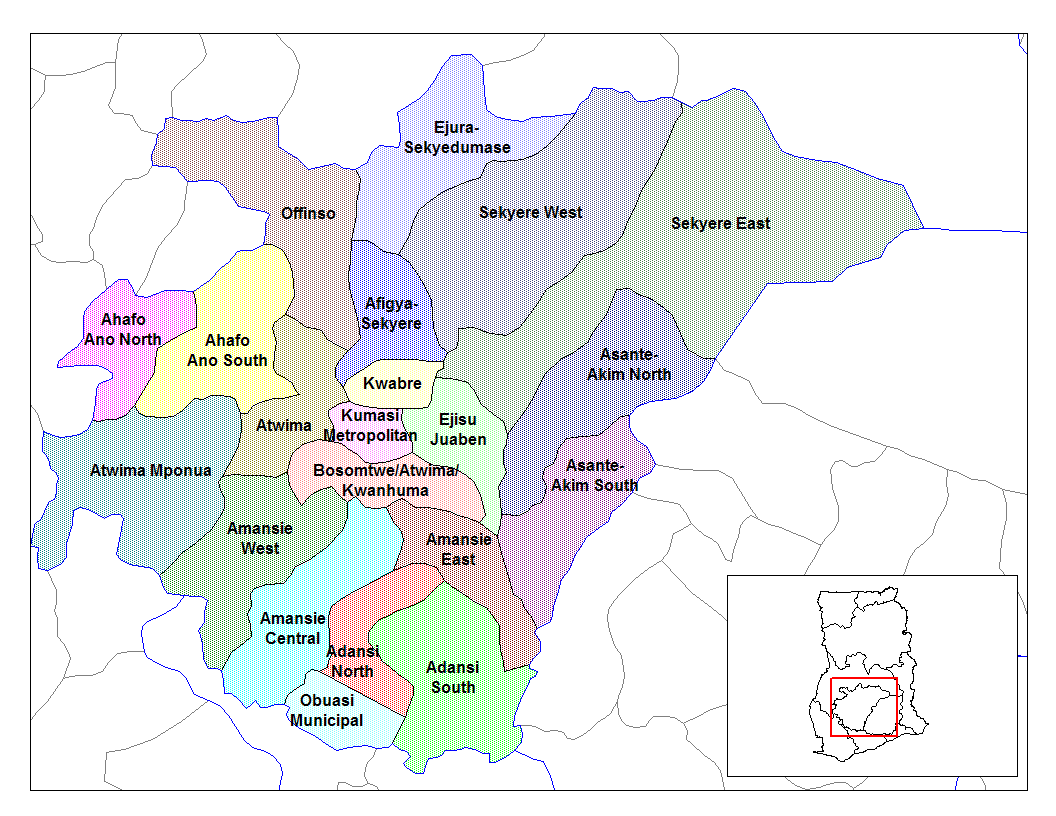
Административная карта региона Ашанти

| Районы региона Ашанти                       | Районы региона Ашанти         | Районы региона Ашанти |
| Район                                       | Центр                         | Население             |
| ------------------------------------------- | ----------------------------- | --------------------- |
| Северный Аданси (Adansi North)              | Фомена (Fomena)               | 235 680 чел. (2000)   |
| Южный Аданси (Adansi South)                 | Нью-Эдубиаз (New Edubiase)    | 129 325 чел. (2000)   |
| Афигья-Квабре (Afigya-Kwabre)               | Агона (Agona)                 |                       |
| Северный Ахафо Ано (Ahafo Ano North)        | Тепа (Tepa)                   | 71 856 чел. (2000)    |
| Южный Ахафо Ано (Ahafo Ano South)           | Манкрансо (Mankranso)         | 133 874 чел. (2000)   |
| Центральный Аманси (Amansie Central)        | Беквай (Bekwai)               | 219 508 чел. (2000)   |
| Западный Аманси (Amansie West)              | Мансо Нкванта (Manso Nkwanta) | 108 768 чел. (2000)   |
| Северный Асанте Аким (Asante Akim North)    | Кононго (Konongo)             | 126 465 чел. (2000)   |
| Южный Асанте Аким (Asante Akim South)       | Джуасо (Juaso)                | 96 885 чел. (2000)    |
| Атвима Кванвома (Atwima Kwanwoma)           | Фоасе Кокобен (Foase Kokoben  | 234 759 чел. (2000)   |
| Атвима Мпонуа (Atwima Mponua)               | Нинахин (Nyinahin)            |                       |
| Атвима Нвабиагья (Atwima Nwabiagya)         | Нкави (Nkawie)                |                       |
| Беквай (Bekwai)                             | Беквай (Bekwai)               |                       |
| Босоме Фрехо (Bosome Freho)                 | Асива (Asiwa)                 |                       |
| Босомтве (Bosomtwe)                         | Kuntenase                     | 145 524 чел. (2000)   |
| Эджису (Ejisu-Juaben)                       | Эджису (Ejisu)                | 124 179 чел. (2000)   |
| Эджура (Ejura/Sekyedumase)                  | Эджура (Ejura)                | 81 119 чел. (2000)    |
| Метрополия Кумаси (Kumasi Metropolitan)     | Кумаси (Kumasi)               | 1 171 311 чел. (2000) |
| Квабре (Kwabre)                             | Мампонтенг (Mamponteng)       | 164 668 чел. (2000)   |
| Муниципалитет Мампонг (Mampong Municipal)   | Мампонг (Mampong)             | 42 037 чел. (2019)    |
| Муниципалитет Обуаси (Obuasi Municipal)     | Обуаси (Obuasi)               |                       |
| Муниципалитет Оффинзо (Offinso Municipal)   | Оффинзо (Offinso)             | 138 190 чел. (2000)   |
| Северный Оффинзо (Offinso North)            | Акомодан (Akomadan)           |                       |
| Секуере Афрам Плейнс (Sekyere Afram Plains) | Кумаву (Kumawu)               |                       |
| Центральный Секуере (Sekyere Central)       | Нсута (Nsuta)                 |                       |
| Восточнвый Секуере (Sekyere East)           | Эффидуазе (Effiduase)         | 157 378 чел.          |
| Южный Секуере (Sekyere South)               | Агона Ашанти (Agona Ashanti)  | 143 213 чел.          |